# Il giovane Goodman Brown
Il giovane Goodman Brown (Young Goodman Brown) è un racconto dell'autore statunitense Nathaniel Hawthorne del 1835. 
La storia si svolge nella Nuova Inghilterra puritana del XVII secolo, ambientazione comune ad altre opere di Hawthorne, e attinge alla credenza calvinista e puritana che tutta l'umanità si trova in uno stato di depravazione, ma che Dio ha destinato alcuni all'elezione incondizionata concedendo loro la sua grazia. Hawthorne si concentra spesso sulle tensioni all'interno della cultura puritana e fonda le storie sul suo senso del peccato. In maniera simbolica, la storia segue il viaggio del giovane Goodman Brown nell'esame della propria coscienza, cosa che gli provoca la perdita di virtù e fede.

## Storia editoriale
Il racconto apparve anonimo nel 1835 sulla rivista di Boston The New-England Magazine, accreditato come "dell'autore di The Gray Champion".  Nel 1846 fu pubblicato in volume nella raccolta Mosses from an Old Manse (in italiano Muschi da una vecchia canonica).

## Trama
Al tramonto, il giovane Goodman Brown lascia la sua casa nel villaggio di Salem e colei che è sua moglie da soli tre mesi, Faith, per recarsi nella foresta, dove è stato invitato per un non ben specificato motivo. Faith prega il marito di restare con lei, ma egli rifiuta dicendole di avere un importante impegno per quella notte. Lungo il sentiero incontra un uomo più anziano, abbigliato in modo simile a lui e che gli assomiglia anche fisicamente, che possiede un bastone da passeggio a forma di nero serpente. Inoltratisi nei boschi, i due uomini incontrano Goody Cloyse, una donna che Brown conosce fin da bambino e che gli aveva insegnato il catechismo. La Cloyse si lamenta di aver tanto da camminare; l'uomo anziano le getta il suo bastone e prosegue con Brown.
Quella notte i boschi sono percorsi da altri abitanti del villaggio, che seguono la stessa direzione di Goodman Brown. Quando questi sente la voce della moglie tra gli alberi, la chiama, ma non riceve risposta. Corre allora affannosamente attraverso la foresta, angosciato dal timore che la sua consorte possa essersi perduta nella tetra e perigliosa selva. Presto giunge in una radura nella quale, a mezzanotte, trova radunati tutti i suoi compaesani. Alla cerimonia, che viene officiata su un altare di pietre illuminato, vengono presentati i neofiti: Goodman e Faith Brown. Essi sono gli unici due abitanti del luogo a non essere ancora stati iniziati. Goodman Brown invoca il Cielo ed esorta Faith a resistere, col risultato che la tregenda svanisce all'istante. Tornato alla sua casa di Salem la mattina successiva, Goodman Brown è incerto sul fatto che gli eventi della notte precedente siano stati sogno o realtà; da quel momento si sente scosso nel profondo e non riesce più a credere e a vivere in una devota comunità cristiana. Perde fiducia nella moglie e in tutta l'umanità, e vive il resto della sua vita in un'amara e cinica diffidenza del prossimo. Dopo la sua morte e sepoltura, "sulla sua pietra tombale non venne inciso alcun versetto di speranza, perché la sua ora estrema era stata cupa, velata di tenebra".

## Analisi

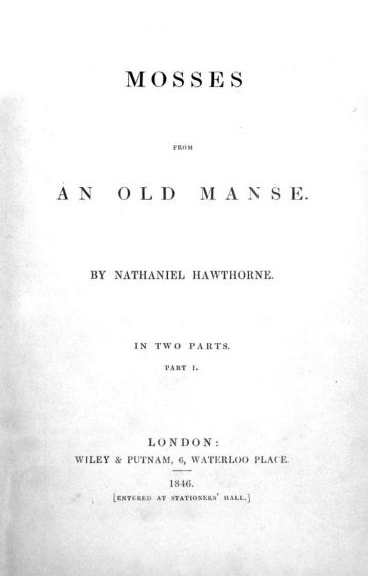
Frontespizio di Mosses from an Old Manse

### Interpretazione della natura malvagia dell'uomo
Il giovane Goodman Brown è stato spesso considerato un'allegoria del riconoscimento del male e della depravazione insiti nella natura umana. Gran parte della narrativa di Hawthorne, come La lettera scarlatta, è ambientata nell'America coloniale del XVII secolo, in particolare nel villaggio di Salem. Per rafforzare l'ambientazione l'autore utilizza il lessico dell'epoca. Hawthorne dà ai personaggi dei nomi che suggeriscono specificamente dei sentimenti puri e integri, come "Goodman " ("Onesto") e "Faith" ("Fede"), che tuttavia alla fine della storia risultano paradossali; ciò viene fatto per dare ironicamente un'impressione di contrasto. Hawthorne intende criticare gli ideali della scoietà puritana ed esprimere la sua disapprovazione, evidenziando la differenza tra l'apparenza e il vero volto dei suoi membri.
Lo studioso di letteratura Walter Shear scrive che Hawthorne strutturò la storia in tre parti. La prima mostra Goodman Brown a casa nel suo  villaggio, integrato nella società. La seconda è un'estesa sequenza di una notte di sogno/incubo nella foresta. La terza parte mostra il suo ritorno nella societa e nella sua casa, ma dopo un cambiamento così radicale da rifiutare perfino l'abbraccio di sua moglie Faith. Hawthorne mostra che nel corso della notte Goodman Brown ha perso la fede e ha respinto i presupposti del suo mondo puritano.
Secondo la critica Jane Eberwein, la storia tratta della perdita di fede da parte di uno degli eletti. Pur credendo di essere egli stesso un eletto, Goodman Brown inizia a dubitare di sé dopo tre mesi di matrimonio, che per lui comincia a rappresentare il peccato e la depravazione, in opposizione alla salvezza. Il suo viaggio nella foresta simboleggia l'esame di coscienza cristiano nel quale il dubbio prende subito il posto della fede. Alla fine della sua esperienza tra i boschi perde la moglie Faith, la fede nella salvezza e la fede nella bontà umana.

## Significato letterario e accoglienza
Herman Melville dichiarò che Il giovane Goodman Brown era "profondo come Dante" e Henry James lo definì una  "magnifica piccola fantasia". Hawthorne stesso credeva che la storia non avrebbe fatto più scalpore di un qualsiasi altro suo racconto. Anni dopo scrisse: "Queste storie sono state pubblicate [...] su riviste e almanacchi, su un periodo di dieci o dodici anni, e comprendono tutto il periodo della giovinezza dell'autore, senza che facessero (per quanto ne abbia sempre saputo) una grande impressione sul pubblico". Edgar Allan Poe non era d'accordo con l'ultima affermazione, riferendosi ai racconti di Hawthorne come ai "prodotti di un intelletto veramente fantasioso".
Stephen King si è riferito a "Il giovane Goodman Brown" come a "uno dei dieci migliori racconti scritti da un americano". Lo definisce la sua storia di Hawthorne preferita e lo cita come inspirazione per il suo racconto L'uomo vestito di nero, vincitore del premio O. Henry.

## Opere derivate
- Sulla storia si basa un cortometraggio del 1972 diretto da Donald Fox, con gli attori Mark Bramhall, Peter Kilman e Maggie McOmie.
- Nel 1993 uscì un lungometraggio dallo stesso titolo, diretto da Peter George.[16]
- La storia fu adattata nel 1982 per il programma radiofonico della CBC radio program Nightfall.
- Nel 2011 Il drammaturgo Lucas (Luke) Krueger adattò la storia per il palcoscenico. Fu prodotta dalla Northern Illinois University. Nel 2012, la Playscripts Inc. pubblicò il dramma, che da allora è stato messo in scena da varie compagnie e scuole superiori.
- Il videoclip della canzone di Brandon Flowers del 2015 Can't Deny My Love si basa sul racconto di Hawthorne, con Flowers nei panni di Goodman Brown ed Evan Rachel Wood in quelli di sua moglie.
- La fumettista Kate Beaton ha satireggiato la storia in una serie di strisce del suo webcomic Hark! A Vagrant, che si concentra sulla critica degli ossessivi scrupoli morali "in bianco e nero" di Goodman Brown e sulla sua ipocrisia verso la moglie e i concittadini.[17]

## Edizioni
- (EN) Young Goodman Brown, in The New-England Magazine, 1835.
- (EN) Nathaniel Hawthorne, Young Goodman Brown, in Mosses from an Old Manse, New York, Wiley & Putnam, 1846.
- Nathaniel Hawthorne, Il giovane signor Brown, in Le allegorie del cuore e La lettera scarlatta, traduzione di Enzo Giachino, Torino, Einaudi, 1951.
- Nathaniel Hawthorne, Il giovane Goodman Brown, in I Capolavori, traduzione di Francesco Valori, n. 8, Milano, Mursia, 1968.
- Nathaniel Hawthorne, Il giovane Goodman Brown, in Chi di vampiro ferisce..., collana Galassia, traduzione di Giampaolo Cossato e Sandro Sandrelli, n. 178, Piacenza, Casa Editrice La Tribuna, 1972.
- Nathaniel Hawthorne, Il giovane Onesto Brown, in Racconti stregati, traduzione di Paola Campioli, Milano, Longanesi & C., 1976.
- Nathaniel Hawthorne, Il giovane Goodman Brown, in Racconti, collana I grandi libri, traduzione di Diego Valori, Milano, Garzanti, 1977.
- Nathaniel Hawthorne, Il giovane Goodman Brown, in David G. Hartwell (a cura di), Il colore del male. I capolavori dei maestri dell'horror, traduzione di Grazia Alineri, Milano, Armenia, 1989, ISBN 8834404068.
- Nathaniel Hawthorne, Il giovane signor Brown, in Italo Calvino (a cura di), Racconti fantastici dell'Ottocento, traduzione di Enzo Giachino, I. Il fantastico visionario, collana Oscar classici n. 20, Milano, Mondadori, 1983,  pp. 173-188.
- Nathaniel Hawthorne, Il giovane Onesto Brown, in L'albero del veleno, collana I classici del mistero, traduzione di Silvana Gandolfi, Milano, Mondadori, 1993, ISBN 8804377135.
- Nathaniel Hawthorne, Il giovane signor Brown, in Avventure nell'occulto, collana Oscar narrativa, traduzione di Giuseppe Lippi, n. 1307, Milano, Mondadori, 1993, ISBN 880437554X.
- Nathaniel Hawthorne, Il giovane Goodman Brown, in Racconti dell'ombra e del mistero, collana Biblioteca di Letteratura Fantastica, traduzione di Paola Frandini, n. 28, Roma-Napoli, Edizioni Theoria, 1993, ISBN 8824103235.
- Nathaniel Hawthorne, Il giovane Goodman Brown, in Gli strani casi, collana L'arco del racconto, traduzione di Diego Valori, n. 12, Casale Monferrato, Marietti Scuola, 1994, ISBN 8839334807.
- Nathaniel Hawthorne, Il giovane Goodman Brown e altri racconti, collana Cult stories. Classici americani, traduzione di Nadia Boaretto, n. 1, Milano, Marlboro country books EDIMAR, 1996, ISBN 88-86429-22-3.
- Nathaniel Hawthorne, Il giovane Onesto Brown, in Gianni Pilo (a cura di), Storie di streghe, collana I Mammut, traduzione di Gianni Pilo, n. 51, Roma, Newton Compton, 1996, ISBN 8881834480.
- Robert Louis Stevenson, Nathaniel Hawthorne e Antonio Ghislanzoni, Il diavolo nella bottiglia; Il giovane compare Brown; Il violino a corde umane, collana Librarsi, n. 12, Cuneo, Araba Fenice, 1999.
- Nathaniel Hawthorne, Il giovane Onesto Brown, in Occulto!, collana I Big Newton, traduzione di Gianni Pilo, n. 15, Roma, Newton Compton, 1999, ISBN 8882892530.
- Nathaniel Hawthorne, Il giovane Goodman Brown, in Tutti i racconti, a cura di Sara Antonelli e Igina Tattoni, con tre prefazioni dell'autore, tre recensioni di Edgar A. Poe e un saggio di Hermann Melville, Roma, Donzelli, 2006, ISBN 88-6036-069-2. Riedito in Universale Economica n. 8, Milano, Feltrinelli, 2013, ISBN 978-88-07-90008-2.
- Nathaniel Hawthorne, Il giovane signor Brown, in Stephen King, L'uomo vestito di nero, collana Parole, traduzione di Silvia Fornasiero, Milano, Sperling & Kupfer, 2020, ISBN 978-88-200-7033-5.